# Yasuda Yukihiko

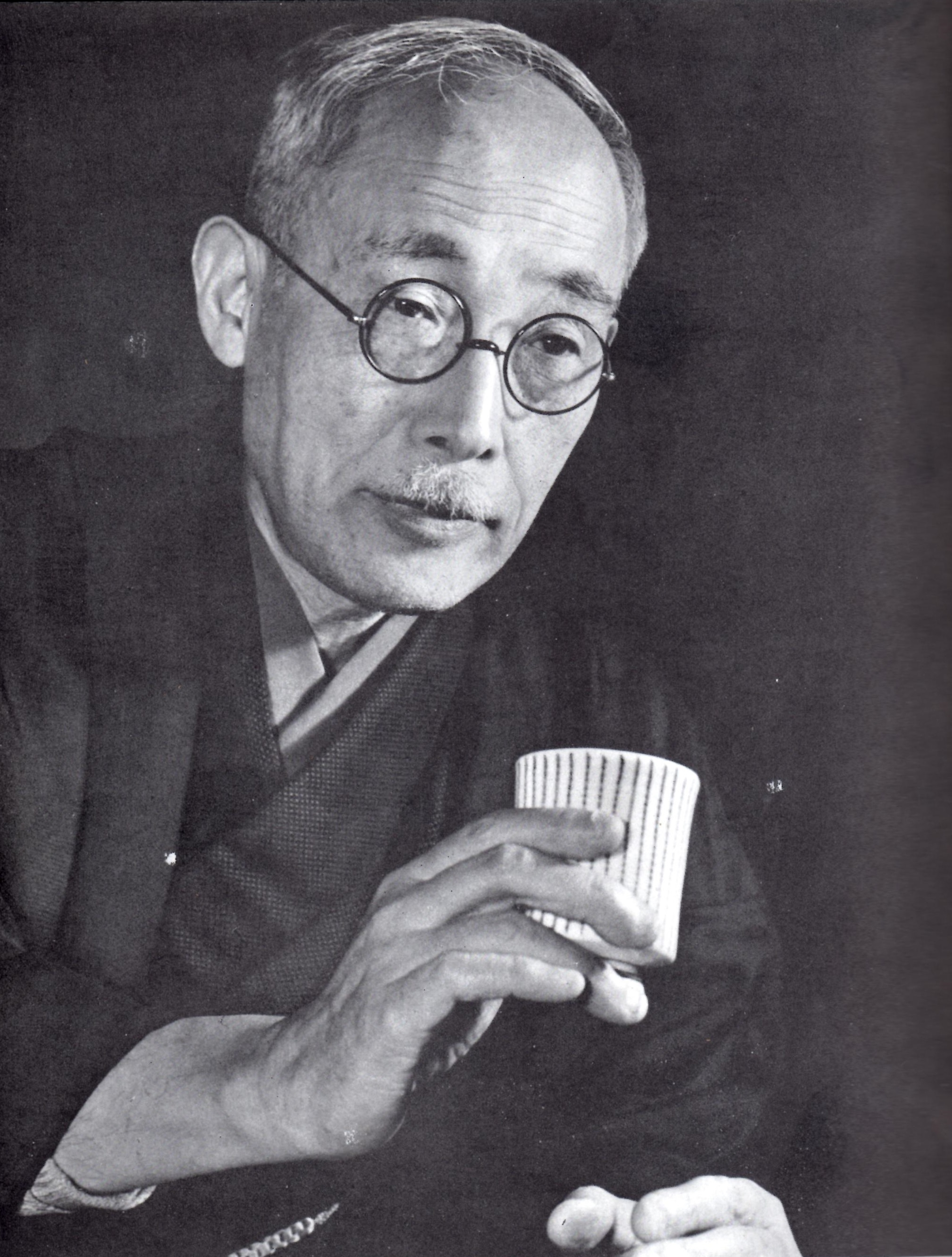
Yasuda Yukihiko

Yasuda Yukihiko (japanisch 安田 靫彦; eigentlicher Vorname Shinsaburō (新三郎); geb. 16. Februar 1884 in Tōkyō; gest. 29. April 1978) war ein japanischer Maler der Nihonga-Richtung.

## Leben und Wirken
Yasuda Yukihiko begann 1898 ein Studium der Malerei unter Kobori Tomoto (1864–1931). Gleich im selben Jahr gründete er mit malenden Freunden die Vereinigung Shikō-kai (紫紅会). Als im Jahr 1900 Imamura Shikō dazu kam, musste man wegen seines Vornamens natürlich den Namen der Vereinigung ändern. Sie hieß fortan Kōji-kai (紅児会). Die Mitglieder wollten sich vom Erlernten lösen und waren auf der Suche nach einer modernen Form des Nihonga.
Ab 1901 besuchte Yasuda die Kunstschule Tōkyō (東京美術学校, Tōkyō bijutsu gakkō; Vorgängerin der Universität der Künste Tokio), verließ sie aber schon nach einem halben Jahr. 1907 konnte er ein Bild eines Sumo-Ringers, der gerade zum Gewinner des Kampfes erklärt wird, auf der Ausstellung zur Wirtschaftsförderung in Tōkyō (東京勧業博覧会, Tōkyō kangyō hakurankai) zeigen und erhielt dafür den 2. Preis.
1907 beteiligte sich Yasuda an der ersten Ausstellung des Kultusministeriums, „Bunten“ genannt. Er wurde mit einem 3. Preis für sein Bild „Hōkō“ (豊公), ein fiktives Porträt Toyotomi Hideyoshis, ausgezeichnet. Auf der 6. Bunten im Jahr 1912 zeigte er das Bild Yumedono (夢殿), das den meditierenden Prinz Shōtoku inmitten von Begleitern darstellt.
1913 löste sich die Kōji-kai im gegenseitigen Einverständnis auf. Yasuda und Imamura schlossen sich dem wieder erstandenen Nihon Bijutsuin an und stellten auf dessen Jahresausstellungen, kurz Inten (院展) genannt, aus. Darunter war auch das im Stil der Yamato-e gehaltene Bild „Gebet bei der Geburt“ (御産の祷; O-san no inori) von 1914. 
Yasudas Arbeitsschwerpunkt blieb die Historien-Malerei. Er schuf aber auch schlicht gehaltene Naturbilder. 1934 wurde er Kunstberater des Kaiserlichen Haushalts (帝室技芸員; Teishitsu gikei-in) und im folgenden Jahr Mitglied der Kaiserlichen Akademie der Künste (帝国美術院, Teikoku bijutsu-in). Von 1944 bis 1948 unterrichtete er an der Kunstschule Tōkyō. 1948 erhielt er den japanischen Kulturorden und wurde 1951 als Person mit besonderen kulturellen Verdiensten geehrt. 1958 wurde er Präsident der Akademie der Künste, der Nachfolgerin der kaiserlichen Akademie. Yasuda starb in Ōiso, Präfektur Kanagawa.

### Weitere bekannte Werke sind
- „Lager am Kisegawa“ (黄瀬川の陣), 1941/42, ein Paar Stellschirme, für die er 1941 mit dem Asahi-Preis ausgezeichnet wurde. Dargestellt sind die streitenden Brüder Minamoto no Yoritomo und Yoshitsune.
- „Prinzessin Wang Zhaojun“ (王昭君), 1947.
- „Blick aus dem Fenster“ (窓, mado), 1951.[1]
- „Berg Fuji in der Morgendämmerung“ (黎明富士; Reimei Fuji), 1962.[1]
- „Prinzessin Nukada, Frühling in Asuka“ (飛鳥の春の額田王; Asuka no haru no Nukada ōkimi), 1964.[1]
- „Oda Nobunaga vor der Schlacht von Okehazama“, 1970.
- „Im Fushimi-Teehaus“ (伏見の茶亭, Fushimi no chatei), 1970, zeigt den prächtig gekleideten Toyotomi Hideyoshi als Gastgeber einer Tee-Zeremonie.
- „Königin Himiko“ (卑弥呼), 1968.